# Chlebovník obecný
Chlebovník obecný (Artocarpus altilis) je strom z čeledi morušovníkovitých, pocházející z ostrovů ve východní části Indického oceánu a západní části Tichého oceánu.

## Synonyma
- Artocarpus communis J.R. & G. Forst.
- Sitodium altile Parkinson

## Popis
Chlebovník dorůstá do výšky 20 metrů. Všechny části stromu obsahují latex, šťávu podobnou mléku. Ta se používá na utěsnění lodí a člunů.
Je to jednodomá rostlina, tj. se samčími i samičími květy na každém stromě. Za sezónu vyprodukuje jediný strom až 800 plodů. Vejcovité plody grapefruitového tvaru mají drsný povrch. Plod se skládá z mnoha nažek, z nichž každá je obklopená dužnatým květným obalem a roste na dužnaté stopce. Některé selektivně pěstované odrůdy mají plody bez jader.

## Oblast rozšíření
Původně pochází z ostrovů ve východní části Indického oceánu a západní části Tichého oceánu, pěstuje se ale také v ostatních tropických regionech. Poprvé plody sesbíral a rozšířil poručík William Bligh jako jeden z botanických vzorků posbíraných posádkou lodi Bounty na konci 18. století. Expedice měla za úkol najít laciný a vysoce energetický zdroj potravy pro britské otroky v Karibiku.

## Použití

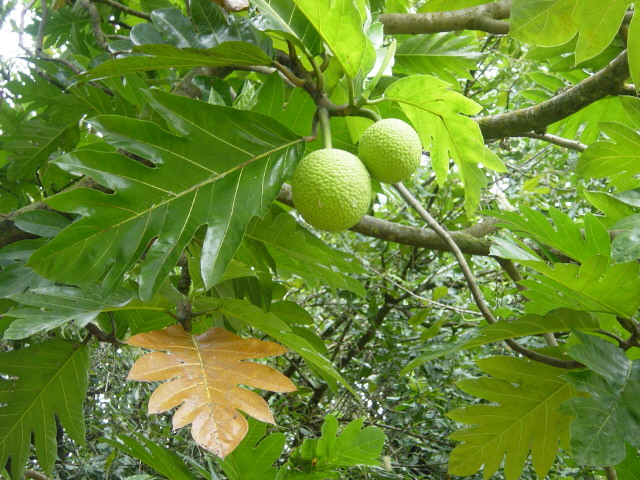
Plod chlebovníku

Chlebovník je základní potravou v mnoha tropických regionech. Je to rostlina bohatá na škrob a před požíváním se opéká, peče, smaží nebo vaří. Takto tepelně zpracovaný připomíná brambory nebo čerstvě upečený chléb (odtud název chlebovník).
Protože stromy chlebovníku rodí jen v určitém období roku, je důležité dobré uskladnění plodů. Jednou z tradičních technik uchovávání je zakopání oloupaných a umytých plodů do jámy vystlané listy. Plody zde pak několik týdnů kvasí a produkují nakyslou lepkavou hmotu. Takto uložené plody mohou vydržet i více než rok. Obsah některých jam byl údajně jedlý i po více než třiceti letech od zakopání.[zdroj?]
Tepelně upravený chlebovník se dá buď přímo jíst nebo použít v různých jiných jídlech. Běžným pokrmem je směs vařené nebo kvašené chlebovníkové kaše a kokosového mléka, zapečená v banánových listech. Celé plody je též možno opékat na otevřeném ohni, následně vydlabat a naplnit jiným jídlem, například kokosovým mlékem, cukrem a máslem, pečeným masem nebo i ovocem. Takto naplněný plod je možno dále tepelně upravovat. Chuť náplně tak pronikne do dužiny chlebovníku.
Na Srí Lance se chlebovník běžně používá jako kari. Sušený chlebovník s cukrem se též podává jako dezert.

## Galerie

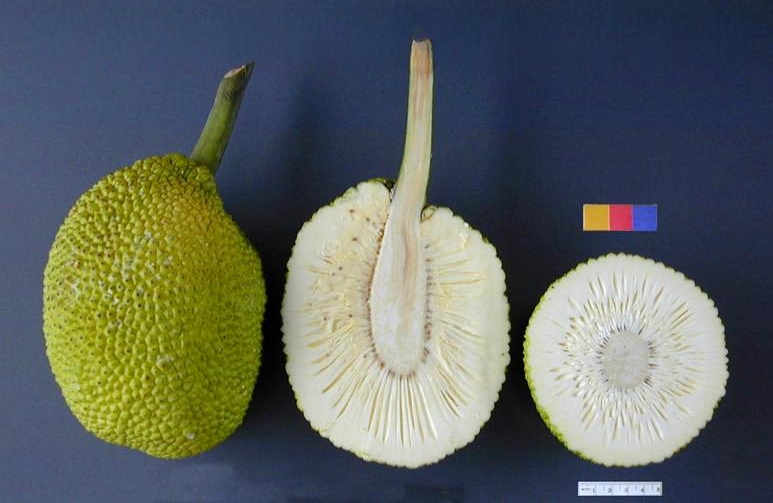
Plod zevnitř
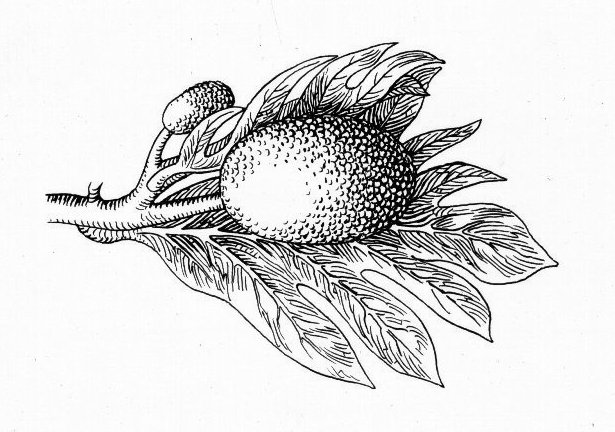
Plod chlebovníku